# Diadjibine Gandéga
Pour les articles homonymes, voir Gandega.
Diadjibine Gandéga (en arabe : انجاجبني) est une commune rurale du sud de la Mauritanie, située dans le département de M'Bout de la région de Gorgol.

## Géographie
La commune de Diadjibine est située au sud-est dans la région de Gorgol et elle s'étend sur 384 km2.
Elle est délimitée à la pointe nord par le commune de M'Bout, à l’est par la commune de Terguent Ehl Moulaye Ely, au sud-est par les communes d'Ould M'Bonny et d'Ajar, au sud et à l'ouest par la commune de Edbaye Ehl Guelaye.

## Histoire
Le village de Diadjibine Gandéga a été fondé en 1905.
Diadjibine Gandéga a été érigée en commune par l'ordonnance du 20 octobre 1987 instituant les communes de Mauritanie.

## Démographie
Lors du Recensement général de la population et de l'habitat (RGPH) de 2000, Diadjibine Gandéga comptait 6 420 habitants.
Lors du RGPH de 2013, la commune en comptait 10 597, soit une croissance annuelle de 4,1 % sur 13 ans.

## Économie
L'agriculture est au centre de l'économie de Diadjibine Gandéga, comme quasiment toutes les communes de la région. Mais cette économie est fragile car elle rencontre des obstacles à son développement, notamment les conditions climatiques ou le manque de moyens des agriculteurs. Pour faire face à ces obstacles, l'état ou différentes ONG financent des projets qui améliorent les conditions de vie des habitants.

## Aide humanitaire
Une association formée de ressortissants de Diadjibine Gandéga en France a organisé de nombreuses actions pour aider au développement de la commune, notamment dans les domaines de l'éducation et de la santé.